# Il calzare d'argento
Il calzare d'argento è un'opera di Ildebrando Pizzetti su libretto di Riccardo Bacchelli. Fu rappresentata per la prima volta al Teatro alla Scala di Milano il 23 marzo 1961.
In questo lavoro, nel quale l'ottantenne Pizzetti decise di cimentarsi con la commedia, hanno particolare risalto gli stati d'animo di Giuliano e Metarosa, dipinti «con cantilene ora conchiuse, ora ariose, toscanamente stornelleggianti o personalmente fervorose». Non mancano i cori gestiti da Pizzetti con la consueta maestria, dove «l'esperienza del madrigalismo cinque e seicentesco si risolve in una espressione eccellentemente moderna».

## Interpreti della prima rappresentazione
| Personaggio             | Interprete             |
| ----------------------- | ---------------------- |
| Giuliano Della Viola    | Giuseppe Di Stefano    |
| Metarosa                | Rosanna Carteri        |
| Paio di Nocco           | Marco Stefanoni        |
| Veronica                | Anna Maria Canali      |
| Tingoccio               | Rolando Panerai        |
| Turinghello d'Armo Nero | Piero De Palma         |
| Benintende              | Carlo Meliciani        |
| Malagui                 | Virgilio Carbonari     |
| La Pignoletta           | Edith Martelli         |
| Barocinga               | Aurora Cattelani       |
| Bandeca                 | Mafalda Masini         |
| Raìto                   | Wladimiro Ganzarolli   |
| Il Banditore del Comune | Giampiero Malaspina    |
| Il Boia                 | Massimiliano Malaspina |

Direttore: Gianandrea Gavazzeni.

Scenografo: Lorenzo Ghiglia.

Regista: Margherita Wallmann.

## Trama
La vicenda si svolge a Lucca, intorno al 1100.
Il duca di Boemia, in adempimento di un voto, ha fatto realizzare un calzare d'argento per un crocifisso del duomo. Miracolosamente, il calzare si stacca e finisce nelle mani del giullare Giuliano Della Viola, che viene sorpreso con il prezioso oggetto mentre esce dal duomo. Creduto colpevole di furto sacrilego, Giuliano, è condannato a morte. Ma poco prima dell'esecuzione, quando Giuliano è condotto davanti al crocifisso per un'ultima preghiera, il miracolo si ripete davanti a testimoni. Giuliano viene liberato e devolve in beneficenza la somma che gli è stata data in risarcimento, poi parte abbandonando anche Metarosa, la figlia dell'orafo che aveva realizzato il calzare, di cui, non ricambiato, era innamorato.

## Discografia
- Una registrazione live (effettuata con il cast della prima esecuzione assoluta tra il 23 marzo e il 9 aprile 1961) è stata realizzata per le etichette Historical Opera Performance Edition (LP) e La Maison de la Lirique (CD).[3]